# Lean into It
Lean Into It es el segundo álbum del grupo de rock estadounidense Mr. Big, producido por Kevin Elson y publicado por Atlantic Records en 1991. En una entrevista, el baterista Pat Torpey comentó que dicho álbum fue grabado y mezclado en un período de siete u ocho semanas. Además, compusieron los inicios de algunas canciones para el álbum durante los shows de la gira "Rush". El álbum llegó al puesto 15 de Billboard, mientras que el sencillo "Just Take My Heart" llegó al puesto 16 también de Billboard en los Estados Unidos. A su vez, la canción "To Be with You" llegó al puesto 11 del chart de música adulta contemporánea, al puesto 19 de "Mainstream Rock" y al puesto 1 de Billboard. En 2010, "Friday Music" y "Atlantic Records" reeditaron el álbum incluyendo cuatro bonus tracks inéditos, incluyendo las primeras versiones de "Alive and Kickin'" y "Green-Tinted Sixties Mind" y una versión reggae de "To Be with You".

## Canciones
1. "Daddy, Brother, Lover, Little Boy (The Electric Drill Song)" (Billy Sheehan/Paul Gilbert/André Pessis/Pat Torpey/Eric Martin) - 3:54.
2. "Alive and Kickin'" (Paul Gilbert/Eric Martin/André Pessis/Billy Sheehan/Pat Torpey) - 5:28.
3. "Green-Tinted Sixties Mind" (Paul Gilbert) - 3:30.
4. "CDFF-Lucky This Time" (Jeff Paris) - 4:10.
5. "Voodoo Kiss" (Eric Martin/André Pessis) - 4:07.
6. "Never Say Never" (Eric Martin/Jim Vallance) - 3:48.
7. "Just Take My Heart" (Eric Martin/André Pessis) - 4:21.
8. "My Kinda Woman" (Paul Gilbert/Eric Martin/Billy Sheehan) - 4:09.
9. "A Little Too Loose" (Paul Gilbert) - 5:21.
10. "Road to Ruin" (Pat Torpey/Jeff Paris/Paul Gilbert/Billy Sheehan) - 3:54.
11. "To Be with You" (Eric Martin/David Grahame) - 3:27.

## Músicos
- Eric Martin: Voces.
- Paul Gilbert: Guitarras.
- Billy Sheehan: Bajo.
- Pat Torpey: Batería.